# Фанкини, Надя
На́дя Фанки́ни (итал. Nadia Fanchini; 25 июня 1986, Ловере) — итальянская горнолыжница, двукратный призёр чемпионатов мира в скоростном спуске, победительница двух этапов Кубка мира. Младшая сестра горнолыжницы Элены Фанкини (1985—2023).

## Биография
Дебютировала на Кубке мира в декабре 2003 года в Альта Бадиа на соревнованиях по гигантскому слалому. В первой попытке Фанкини заняла 43-е место и не классифицировалась во второй спуск.
В 2006 году Фанкини принимала участие в домашней Олимпиаде. Её лучшим результатом на этом турнире стало восьмое место в гигантском слаломе. Четыре года спустя итальянка пропустила Олимпиаду в Ванкувере из-за травмы колена.
Участница пяти чемпионатов мира, на которых она выиграла две медали в соревнованиях по скоростному спуску. В 2009 году она показала третий результат в этой дисциплине, а четыре года спустя завоевала серебряную медаль.
Первую победу в рамках Кубка мира одержала в конце 2008 года, выиграл супергигант в канадском Лейк Луизе. Второй победы Наде пришлось ждать более семи лет — 20 февраля 2016 года она победила в скоростном спуске в итальянском Ла-Тюиле.
Состоит в отношениях с Девидом Сальвадори. У пары двое сыновей — Алессандро Сальвадори (род. 17 декабря 2019) и Давиде Сальвадори (род. 22 июня 2021).
Весной 2020 года объявила о завершении карьеры.

## Выступления в Кубке мира
| Сезон     | Общий зачет | Слалом | Гигантский слалом | Супергигант | Скоростной спуск | Комбинация |
| --------- | ----------- | ------ | ----------------- | ----------- | ---------------- | ---------- |
| 2003/2004 | 112         | —      | —                 | 51          | —                | —          |
| 2004/2005 | 37          | —      | 27                | 18          | 49               | —          |
| 2005/2006 | 22          | —      | 18                | 37          | 15               | —          |
| 2006/2007 | 33          | —      | 50                | 15          | 23               | —          |
| 2007/2008 | 38          | —      | —                 | 35          | 13               | —          |
| 2008/2009 | 9           | —      | 40                | 2           | 5                | 50         |
| 2009/2010 | 28          | —      | —                 | 13          | 23               | —          |
| 2010/2011 |             |        |                   |             |                  |            |
| 2011/2012 | 75          | —      | 28                | —           | —                | —          |
| 2012/2013 | 37          | —      | 17                | 28          | 30               | —          |